# Comté de Murweh
Le comté de Murweh (en anglais : Shire of Murweh) est une zone d'administration locale située dans l'État du Queensland en Australie, dont le siège est Charleville.

## Géographie
La zone s'étend sur 43 905 km2 dans le Queensland du Sud-Ouest et comprend la ville de Charleville, ainsi que les localités d'Augathella, Bakers Bend, Boatman, Caroline Crossing, Clara Creek, Gowrie Station, Langlo, Morven, Murweh, Nive, Redford, Riversleigh, Sommariva, Tyrconnel, Upper Warrego, Wallal, Ward, Westgate et la ville fantôme de Cooladdi.

## Histoire
La division de Murweh est créée le 11 novembre 1879 et est amputée de sa partie ouest le 5 février 1889 qui forme la division d'Adavale. Charleville en est détachée le 21 mars 1894 pour former une municipalité distincte. Le 31 mars 1903, la division de Murweh devient le comté du même nom. Enfin, le 10 septembre 1960, la municipalité de Charleville est dissoute et annexée au comté, dont elle devient le siège.

## Démographie
| 1933  | 1947  | 1954  | 1961  | 1966  | 1971  | 1976  | 1981  | 1986  |
| ----- | ----- | ----- | ----- | ----- | ----- | ----- | ----- | ----- |
| 6 141 | 5 930 | 7 532 | 7 845 | 7 483 | 6 053 | 5 585 | 5 338 | 5 287 |

| 1991  | 1996  | 2001  | 2006  | 2016  | 2021  | - | - | - |
| ----- | ----- | ----- | ----- | ----- | ----- | - | - | - |
| 5 291 | 4 962 | 4 975 | 4 580 | 4 307 | 3 971 | - | - | - |

## Politique et administration
Le conseil comprend le maire et quatre autres membres, élus pour un mandat de quatre ans. Les dernières élections ont eu lieu le 28 mars 2020.

### Liste des maires
| Période                                  | Période  | Identité            | Étiquette | Qualité |
| ---------------------------------------- | -------- | ------------------- | --------- | ------- |
| Les données manquantes sont à compléter. |          |                     |           |         |
| 1985                                     | 2001     | Graham Andrews      |           |         |
| 2001                                     | 2004     | Wendy Choice-Brooks |           |         |
| 2004                                     | 2012     | Mark Arthur O'Brien |           |         |
| 2012                                     | 2016     | Denis Michael Cook  |           |         |
| 2016                                     | 2020     | Annie Liston        |           |         |
| 2020                                     | en cours | Shaun Radnedge      |           |         |

La zone est rattachée à la circonscription de Maranoa pour les élections fédérales et à celle de Warrego pour les élections à l'Assemblée législative du Queensland.